# مامون
المَامُون كعكات فلبينية تقليدية من الشيفون أو الإسفنج تُخبز عادةً في قوالب مميزة تشبه الكعكة المكوبة. تُعرف مامون أيضًا باس مفي مناطق بيساية تُرتة مامون. تشمل أنواع المامون النوع الأكبر الذي يشبه الرغيف والذي يُسمى تَيسان والنوع الملفوف التي تسمى بِيَنونو و وأصابع الست. يحتوي مامون أيضًا على نوعين مختلفين تمامًا يستخدمان في الغالب نفس المكونات ، مامون تُستادو الشبيه بملفات بالكُعيكات وبوتو مامون المطهو على البخار. 

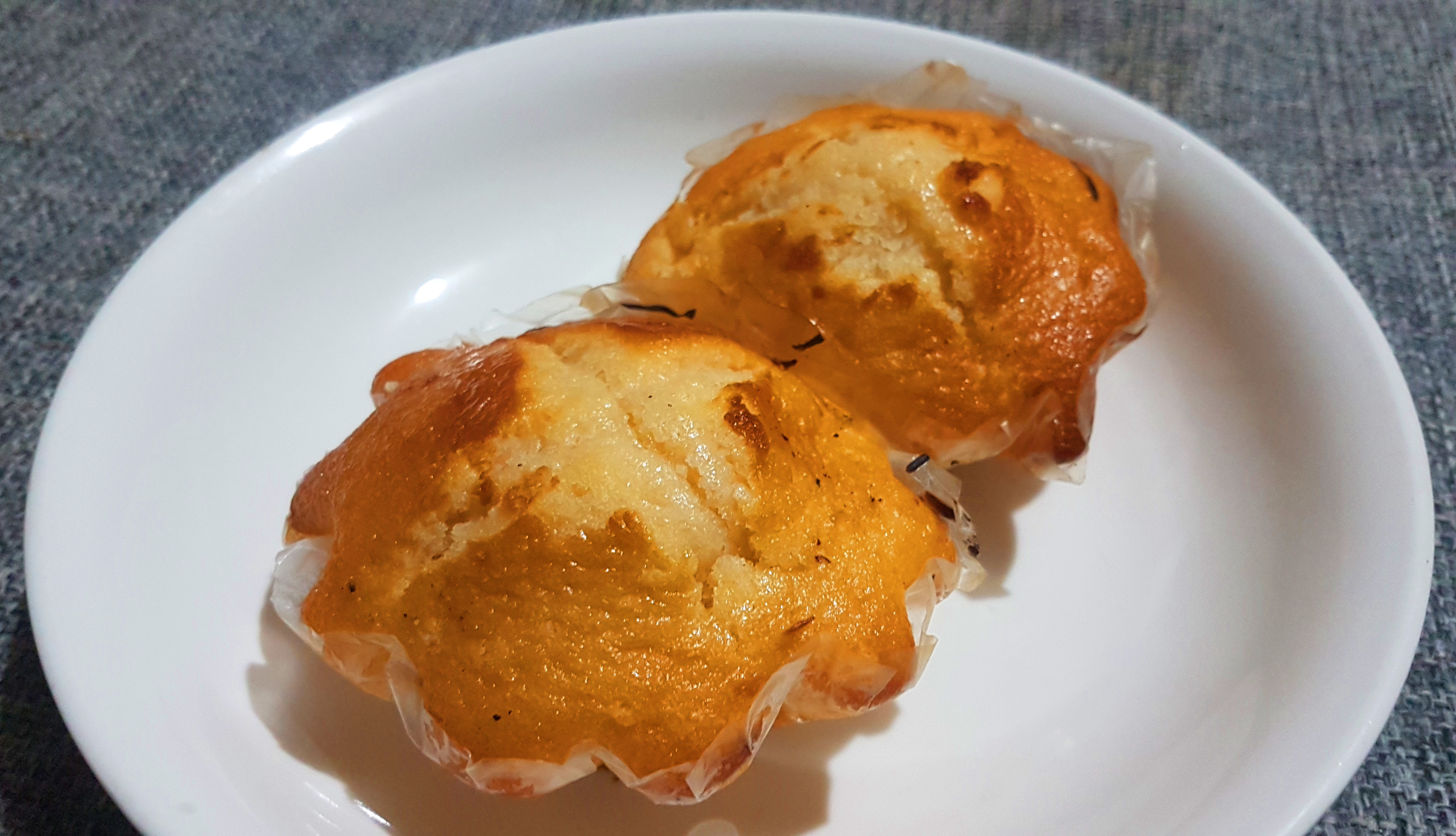
مامون بيساية

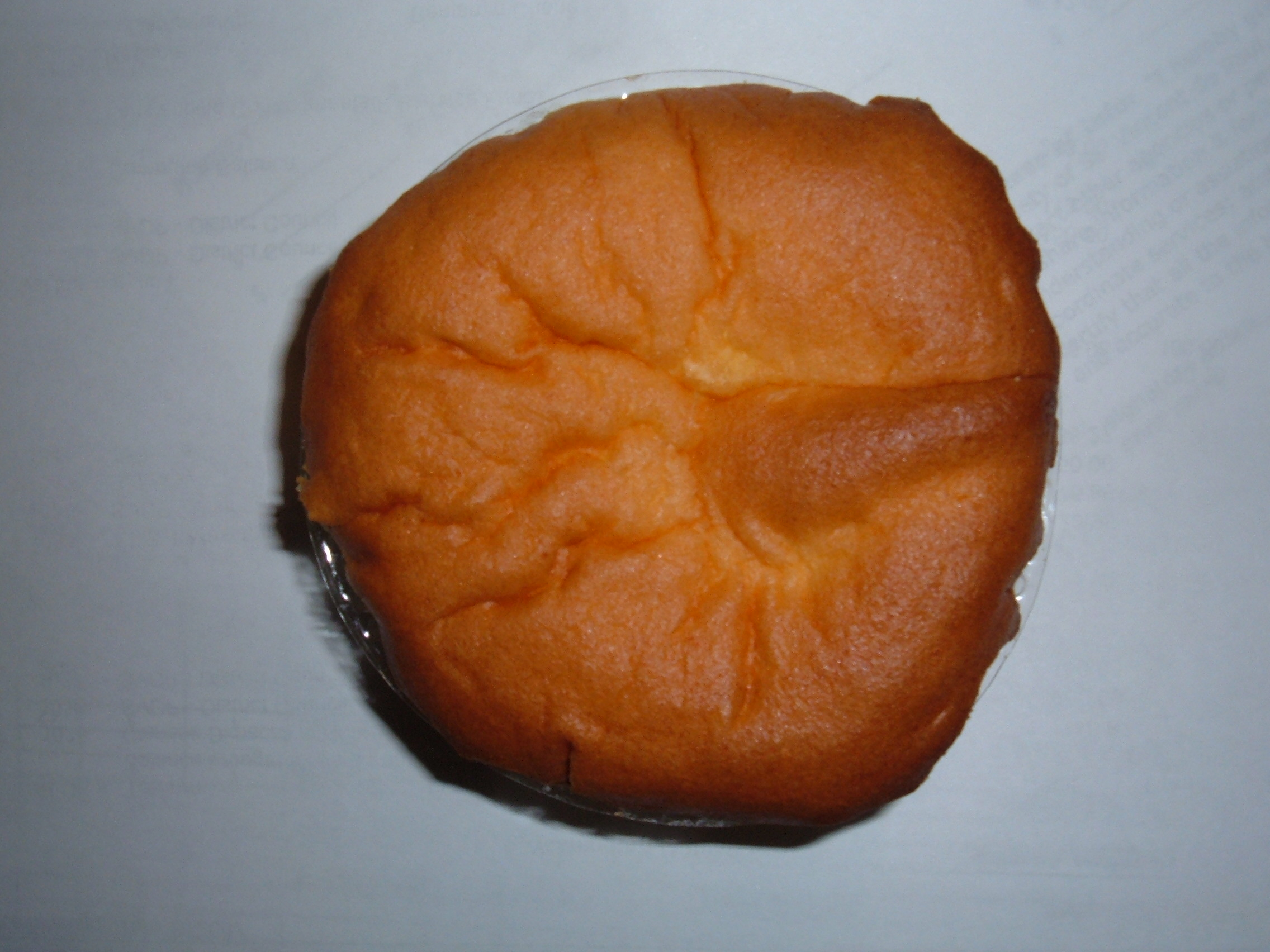
الشكل المميز الذي يشبه الكعكة المكوبة